# Kelly Sotherton

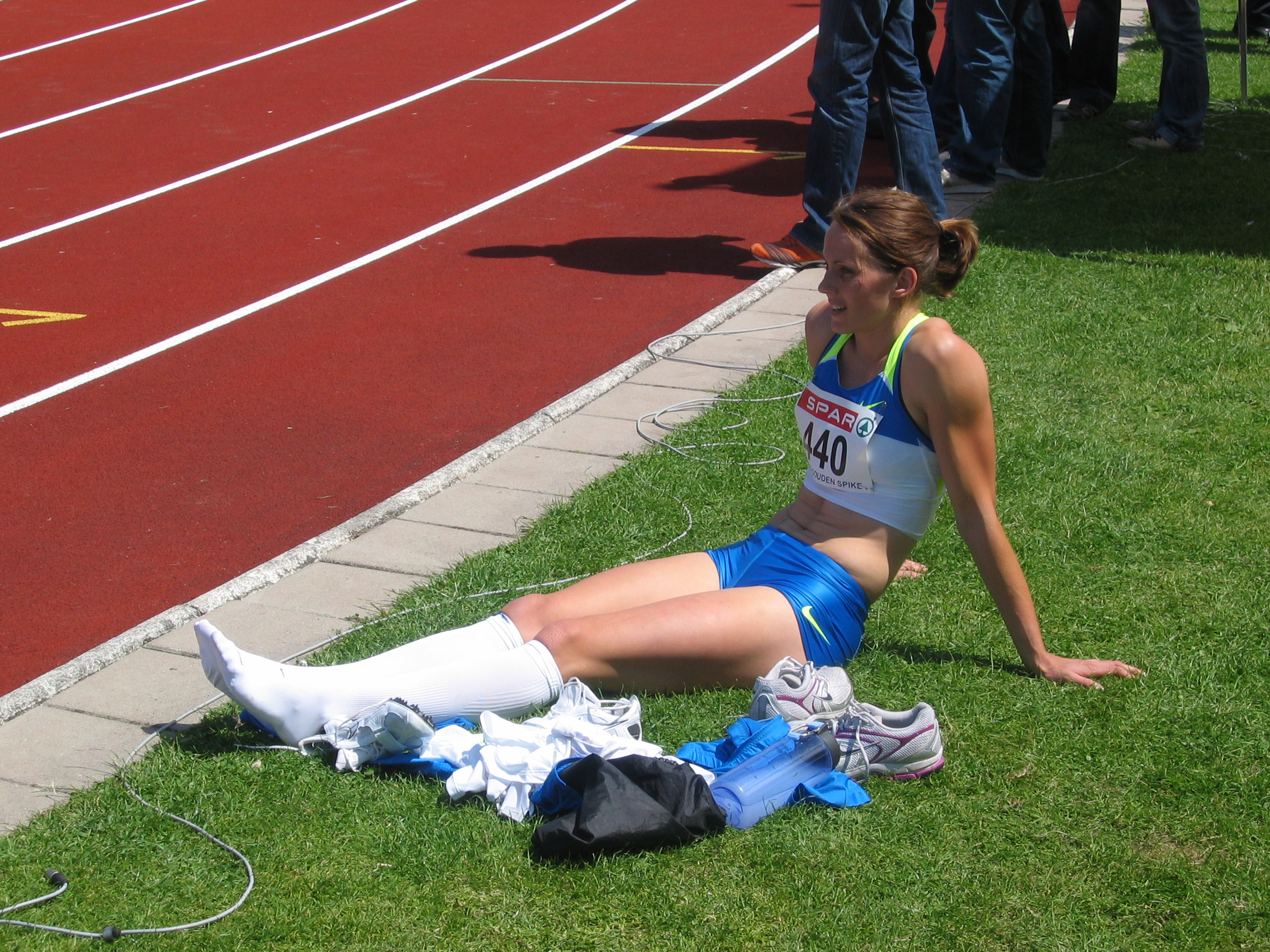
Kelly Sotherton im Juni 2008 in Leiden

Kelly Sotherton (Kelly Jade Sotherton; * 13. November 1976 in Newport, Isle of Wight) ist eine ehemalige britische Leichtathletin. Sie hatte ihre größten Erfolge im Siebenkampf, trat aber auch im Weitsprung an.
Als Jugendliche spielte Sotherton zunächst Netball für die Mannschaft von Hampshire. Daneben gewann sie bereits zwei Titel im Siebenkampf bei den englischen Schulmeisterschaften. Nachdem sie mit der Siebenkampf-Olympiasiegerin von 2000, Denise Lewis, eine Trainingsgemeinschaft bildete, schaffte Sotherton 2002 den Sprung in die britische Nationalmannschaft.
Bei den Olympischen Spielen 2004 in Athen gewann sie mit 6424 Punkten überraschend die Bronzemedaille. Bei den Halleneuropameisterschaften 2005 in Madrid gewann sie mit 4733 Punkten Silber im Fünfkampf hinter der Schwedin Carolina Klüft. In Götzis beim Mösle Mehrkampf-Meeting unterlag sie erneut der Schwedin, stellte aber mit 6547 Punkten ihre persönliche Bestleistung auf. Bei den Weltmeisterschaften 2005 in Helsinki wurde sie mit 6325 Punkten Fünfte und im Weitsprung Achte.
2006 gewann Kelly Sotherton, für England startend, mit 6396 Punkten den Titel bei den Commonwealth Games in Melbourne. Bei den Europameisterschaften 2006 wurde Kelly Sotherton mit 6290 Punkten Siebte. Bei den Weltmeisterschaften 2007 in Osaka 2007 holte sie mit 6510 Punkten Bronze.
In der Halle wurde sie bei den Europameisterschaften sowohl 2005 als auch 2007 Zweite im Fünfkampf hinter Carolina Klüft. 2007 stellte sie dabei mit 4927 Punkten einen britischen Rekord auf.
Kelly Sotherton ist 1,80 m groß und wiegt 65 kg. Sie startete für den Verein Birchfield Harriers.